# Pablo Matera
Pablo Nicolás Matera (* 18. Juli 1993 in Buenos Aires) ist ein argentinischer Rugby-Union-Spieler. Er spielt auf den Positionen des Flügelstürmers und der Nummer Acht für den japanischen Verein Mie Honda Heat und die argentinische Nationalmannschaft. Zu seinen Erfolgen gehört ein Super-Rugby-Meistertitel mit den Crusaders.

## Biografie

### Vereinskarriere
2012 begann Matera für den Verein Asociación Alumni in der Nacional de Clubes zu spielen. 2013 bestritt er einige Partien für das Auswahlteam Pampas XV im südafrikanischen Vodacom Cup. Im Oktober 2013 unterschrieb er beim englischen Meister Leicester Tigers, als Ersatz für den verletzten Tom Croft. Seinen ersten Versuch als Profispieler erzielte er am 2. März 2014 beim 41:18-Auswärtssieg gegen die Newcastle Falcons. Er blieb nur eine Saison lang in England und kehrte nach Argentinien zurück, um erneut für die Pampas XV zu spielen. Diese Mannschaft beteiligte sich 2015 an der World Rugby Pacific Challenge und gewann den Wettbewerb. 2016 wechselte er zum neu gegründeten Franchise der Jaguares, das ab diesem Jahr an der erweiterten internationalen Liga Super Rugby beteiligt war. Matera gehörte meist der Stammformation der Mannschaft an und war ab 2018 deren Kapitän. Seinen größten Erfolg mit den Jaguares erreichte er in der Saison 2019, als sie bis ins Meisterschaftsfinale vorstießen. Bei der 3:19-Finalniederlage gegen die Crusaders stand er die vollen 80 Minuten im Einsatz und wurde anschließend als „Man of the Match“ ausgezeichnet.
Auf die Saison 2019/20 hin ging Matera nach Frankreich zu Stade Français. Er sollte mithelfen, den Pariser Traditionsverein aus der Krise zu führen, was aber kaum gelang. 2020 entging Stade Français nur deshalb dem Abstieg, weil die Meisterschaft aufgrund der COVID-19-Pandemie abgebrochen werden musste. In der darauffolgenden Saison etablierte sich der Verein wieder im vorderen Mittelfeld. Dennoch verlängerte Matera seinen Vertrag nicht und wechselte stattdessen beim neuseeländischen Super-Rugby-Franchise Crusaders, für die er in der Saison 2022 regelmäßig zum Einsatz kam. Die Crusaders entschieden die Meisterschaft für sich, wobei Matera im Finale nicht zum Aufgebot gehörte. Er zog daraufhin nach Japan und schloss sich im September 2022 dem Zweitligisten Mie Honda Heat aus Suzuka an. Am Ende der ersten Saison gelang der Aufstieg in die Japan Rugby League One.

### Nationalmannschaft
Matera spielte 2012 und 2013 für die argentinische U20-Auswahl und nahm mit ihr in beiden Jahren an der Juniorenweltmeisterschaft teil. Sein erstes Test Match für die Pumas, die Nationalmannschaft Argentiniens bestritt er am 17. August 2013 bei der 13:73-Auswärtsniederlage gegen Südafrika. Er etablierte sich sogleich als Stammspieler und bestritt auch die übrigen Partien der Rugby Championship 2013. Er nahm an der Weltmeisterschaft 2015, an der die Pumas den vierten Platz belegten. Dabei spielte er in der Gruppenphase gegen Neuseeland, Georgien, Tonga und Namibia, im Viertelfinale gegen Irland und im Halbfinale gegen Australien. Zum 50. Mal für die Pumas im Einsatz stand er am 18. August 2018 gegen Südafrika. Drei Monate später führte er die Mannschaft gegen Irland erstmals als Kapitän an. Er tat dies auch während der Weltmeisterschaft 2019, als die Pumas bereits in der Gruppenphase ausschieden; dabei spielte er gegen Frankreich, England und die Vereinigten Staaten.
Im November 2020 wurden die Pumas dafür kritisiert, den verstorbenen Fußballspieler Diego Maradona nicht ausreichend gewürdigt zu haben. In diesem Zusammenhang verbreiteten sich in den sozialen Netzwerken und in den Medien Dutzende alter Tweets, in denen Matera, Guido Petti und Santiago Socino rassistische, frauenfeindliche und rechtsextreme Ansichten geäußert hatten. Angesichts zahlreicher empörter Reaktionen und Rücktrittsforderungen suspendierte die Unión Argentina de Rugby die drei Spieler umgehend, hob die Sanktionen aber bereits am 1. Dezember auf Druck argentinischer Rugbyvereine und -persönlichkeiten wieder auf. Gleichzeitig entschuldigte sich Matera in der Öffentlichkeit für seine Aussagen. Die Affäre überschattete auch einen der größten Erfolge seiner Karriere, den ersten Sieg der Pumas gegen Neuseeland zwei Wochen zuvor.

## Erfolge
Pampas XV:
- Sieger World Rugby Pacific Challenge: 2015

Jaguares:
- Meisterschaftsfinalist Super Rugby: 2019

Crusaders:
- Meister Super Rugby: 2022

Argentinien:
- 4. Platz Weltmeisterschaft: 2015